# Słobodyszcze (obwód winnicki)
Słobodyszcze – wieś na Ukrainie, w obwodzie winnickim, w rejonie ilinieckim.